# Канадский вариант английского языка
Английский язык в Канаде (также канадский английский; англ. Canadian English; фр. L'anglais canadien) — название разновидностей, составляющих языковой вариант английского языка на территории Канады. Близок стандартному английскому языку США.

## История
Впервые термин «канадский английский» засвидетельствован в 1857 году в обращении А. Констебла Гейки Канадскому институту. Гейки, канадец шотландского происхождения, назвал этот язык «исковерканным диалектом» по сравнению с тем английским, на котором говорят британские иммигранты. Таким образом, он отразил англоцентричную позицию, которая будет преобладать в Канаде в течение следующих ста лет.
Канадский английский сформировался в результате пяти волн иммиграций и расселений на протяжении более чем двух столетий. Первой крупной и наиболее важной с точки зрения лингвистики волной иммиграции стал приток лоялистов из Средне-Атлантических штатов, бежавших от Американской революции. В этой связи некоторые учёные полагают, что канадский вариант английского языка произошёл от северо-американского английского. Особенности канадского английского вырабатываются с начала XIX века. Вторая волна иммиграций в Канаду из Великобритании и Ирландии началась после Англо-американской войны 1812 года; канадские генерал-губернаторы поощряли британскую миграцию, так как были обеспокоены американским влиянием среди своих граждан. Дальнейшие миграционные потоки со всего мира достигли пика в 1910 и 1960 годах и в настоящее время имеют не столь большое влияние, но благодаря им Канада стала многонациональной страной, язык которой в нынешний период глобализации может меняться под влиянием из всех уголков мира.
Языки коренных народов Канады начали оказывать влияние на европейские языки, используемые в Канаде, ещё до широкого расселения европейцев по стране, а из французского Нижней Канады в английский Верхней Канады вошли различные слова, включая toque и portage.
Хотя процесс становления канадского английского — его документация и кодификация — восходит к 1930-м годам, ключевым периодом в его истории считаются 1960-е годы. Как и прочее социальное развитие в стране, всеобщее признание канадского английского в стране заняло определённое время. Заметные сдвиги в тоне обсуждений можно заметить в середине первого десятилетия 2000-х годов, когда канадский английский считали данностью, вариантом «по умолчанию», тогда как ранее, говоря о канадском английском, люди высказывали сомнения  в его статусе.

## Лексика и фонетика
В целом канадский английский совмещает в себе традиции британского английского языка (в основном в правописании: «colour», «defence», а не «color», «defense» как в США), американского английского языка, оказывающего сильное влияние на лексику и фонетику канадского английского, а также, в меньшей степени, других языков, среди которых выделяются французский язык и автохтонные языки. Выделяется небольшая группа собственно англо-канадизмов, например специфичное употребление междометия «eh!» в значении «что?», «окей!», «гм!» и проч. Диалектные различия выражены слабее, чем в США.
Особенность диалектного различия англоязычного атласа Канады состоит в преимущественной меридиональной направленности (с востока на запад) диалектных зон в отличие от широтной карты диалектов США (север — юг). Это объясняется тем что Канада была заселена с востока на запад, а не с севера на юг как США. Тем, не менее, Западная Канада, как и Дикий Запад США, колонизованные в конце XIX — нач. XX веков в меридиональном направлении, представляют собой довольно гомогенный в диалектном отношении ареал.
Произношение большинства слов совпадает либо с американским, либо с британским вариантом английского языка, но имеется несколько особенностей, характерных именно для канадского варианта.
Одна из них — это произношение буквосочетаний «ou» и «ow» как [oʊ], в то время как американцы и британцы в большинстве слов произносят их как [aʊ]. Среди американцев есть ошибочный стереотип, будто канадцы произносят слово «about» как «a boot». В действительности канадцы произносят его скорее так, как британцы произносят «a boat».
Вышеупомянутая особенность не приводит у канадцев к путанице слов, так как слова с буквой «о» в открытом слоге без последующей буквы «u» или «w» канадцы произносят скорее не с дифтонгом [oʊ], а практически с монофтонгом [o].
Третья известная фонетическая особенность — это произношение многих слов французского происхождения по правилам французского языка. Например, слово «niche» канадцы произносят [niʃ].
Ни одна из этих особенностей не является универсальной для всей Канады: существуют диалекты, в которых некоторые или все из них отсутствуют.

## Демолингвистика
Английский язык считают родным около 17 млн жителей Канады (58 % её населения, французский — 22 %), что значительно ниже соответствующей доли в США (83 %). Из-за интенсивной иммиграции этот показатель в обеих странах имеет тенденцию к постепенному снижению. Тем не менее, большинство прибывших интегрируется в англоязычное общество, поэтому доля владеющих английским в Канаде приближается к 26 млн чел (85 % населения). Английский язык является одним из двух официальных языков Канады на федеральном уровне (наряду с французским). Только в провинции Квебек он не имеет официального статуса, хотя англо-квебекцы составляют 8 % населения провинции и за ними сохраняются определённые языковые права.